# Olympische Winterspiele 2014/Teilnehmer (Dominica)
| Gelbes Symbol für Goldmedaillen mit stilisierten Olympischen Ringen | Graues Symbol für Silbermedaillen mit stilisierten Olympischen Ringen | Braundes Symbol für Bronzemedaillen mit stilisierten Olympischen Ringen |
| ------------------------------------------------------------------- | --------------------------------------------------------------------- | ----------------------------------------------------------------------- |
| —                                                                   | —                                                                     | —                                                                       |

Dominica nahm an den Olympischen Winterspielen 2014 in Sotschi mit zwei Athleten in der Sportart Skilanglauf teil. Es war die erste Teilnahme Dominicas an Olympischen Winterspielen.
Aufgrund ihrer wohltätigen Aktivitäten in Dominica erhielten die beiden US-Amerikaner Gary und Angelica di Silvestri die dominicanische Staatsbürgerschaft. Die beiden gründeten eigens den nationalen Skiverband, um sich für die Spiele zu qualifizieren, was ihnen letztlich auch gelang.

## Sportarten

### Skilanglauf
Männer
- Gary di Silvestri
  - 15 km klassisch (DNF)

Frauen
- Angelica di Silvestri
  - 10 km klassisch (DNF)